# Laure Touyé
Laure Touyé, née le 12 mai 1996, est une joueuse internationale française de rugby à XV occupant le poste de pilier ou talonneuse.
En novembre 2018, elle fait partie des 24 premières joueuses françaises de rugby à XV qui signent un contrat fédéral à mi-temps. En 2019, elle participe au tournoi des Six Nations. Son contrat fédéral est prolongé pour la saison 2019-2020.
En 2022, elle est sélectionnée par Thomas Darracq pour disputer la Coupe du monde de rugby à XV en Nouvelle-Zélande. À l'automne 2023, elle fait partie du groupe d'internationales qui dispute sous les couleurs de la France le championnat féminin de rugby WXV en Nouvelle-Zélande.
Elle pratiquait dans sa jeunesse le judo.
Après avoir passé 4 ans au Blagnac Rugby Féminin, puis 5 ans au Montpellier Hérault Rugby, Laure Touyé rejoint le Stade Toulousain Féminin en juillet 2024.